# Зеленко Володимир Вікторович
Володи́мир Ві́кторович Зеленко (1991—2023) — український військовослужбовець, кавалер ордена «За мужність» ІІІ ступеня.

## Життєпис
Народився 1 жовтня 1991 в місті Калуш.
Навчався у Калуській загальноосвітній школі № 3, а пізніше — у професійно-технічному училищі. У 2010 році був призваний до лав ЗСУ. Строкову службу проходив у військово-танковій частині.
Після повернення з армії працював на калуських підприємствах.
Мобілізований 18 вересня 2022 року
Старший солдат 1-го мінометного взводу 1-го штурмового батальйону 3ОШБр.
Загинув 16 грудня 2023 на Донеччині. Похований 20 грудня 2023 на кладовищі села Мостище.
Залишилися батьки й кохана дівчина.

## Нагороди
- «Почесний громадянин Калуської міської територіальної громади»[6]
- Орден «За мужність» ІІІ ступеня[1]